# بريس آرون
بريس آرون (من مواليد 30 سبتمبر 2003 في Winnetka، إلينوي) هو سائق سباقات أمريكي يتسابق حاليًا في بطولة GB3 مع كارلين، حيث يشارك زاك أوسوليفان وكريستيان مانسيل. برايس هو الفائز بمنحة 2020 Team USA الدراسية وصنع التاريخ كأول أمريكي ينهي المراكز الخمسة الأولى في كلا الحدثين حيث حصل على المنصة في نهائي Walter Hayes Trophy الكبير.